# Маккензи, Кеннет, 1-й лорд Маккензи из Кинтайла
Кеннет Маккензи, 1-й лорд Маккензи из Кинтайла (англ. Kenneth Mackenzie, 1st Lord Mackenzie of Kintail; ок. 1569 — 27 февраля 1611) — 12-й глава шотландского горного клана Маккензи (1594—1611), который обеспечил себе и своим наследникам весь остров Льюис во Внешних Гебридских островах и успешно вел кровавую вражду с Макдонеллами из Гленгарри.

## Происхождение
Сын Колина Кэма Маккензи из Кинтайла (умер 14 июня 1594) и Барбары Грант, дочери Джона Гранта (ум. 1585) и леди Марджори Стюарт (ум. 1555), дочери Джона Стюарта, 3-го графа Атолла. Клан Маккензи — клан из Россшира, получивший известность в XV веке во время распада Лордства Островов.

## Политическое продвижение
9 ноября 1594 года, вскоре после смерти своего отца, Кеннет Маккензи принес клятву в присутствии короля и Тайного совета, что он «верно, преданно и искренне будет соглашаться, укреплять и помогать лейтенанту его величества Севера своими советами и силой» во все времена и при любых обстоятельствах, когда от него могут потребовать прокламации, послания или иным образом".
Под датой 18 февраля 1595—1596 годов в протоколах Тайного совета есть запись о том, что Кеннет Маккензи из Кинтайла «будет избран и избран одним из рядовых членов» Совета и лично присутствует, проявляет веру и дает присягу в обычном порядке. Связи Маккензи с центральным правительством Шотландии оказались для него неоценимыми в предстоящие неспокойные времена. Он показал себя искусным политическим деятелем, но даже ему приходилось сталкиваться с потенциально серьезными неудачами, и записи Тайного совета показывают, что по крайней мере один раз он был заключен в тюрьму в Эдинбургском замке.
Кеннет Маккензи был одним из восьми младших баронов, которые составляли лордов статей в шотландском парламенте, который собрался впервые 17 июня 1609 года. Хотя 19 ноября 1609 года он был возведен в звание пэра под титулом лорда Маккензи из Кинтайла, он не был обозначен так в протоколах Тайного совета до 31 мая 1610 года, когда патент на его творение был официально прочитан и признан за ним и его потомками. Звание пэра Маккензи сопровождало его последний триумф в его долгой кампании за остров Льюис.

## ЗавоеваниеЛьюиса
Величайшая возможность Маккензи возникла в результате междоусобной борьбы внутри Маклаудов из Льюиса. Родерик «Старый Руари» Маклауд из Льюиса (около 1500—1595) развелся со своей женой Джанет (дочерью Джона Маккензи, 9-го вождя из Кинтайла и, следовательно, двоюродной бабушкой Кеннета Маккензи) и отрекся от своего сына, Торкила Кононаха Маклауда. От другой жены у Родерика родился еще один сын, Торкил Дуб Маклауд. После смерти Родерика Торкил Дуб сохранил за собой Льюис, но Торкил Кононах (имевший поддержку центрального правительства) владел материковыми поместьями Маклеода в Койгаче и Лох-Бруме. У Торкиля Кононаха не было сыновей. Его дочь и сонаследница Маргарет вышла замуж за брата Маккензи, Родерика (прародителя графов Кромарти), и Маккензи, соответственно, выступили против Торкила Дуба.
В 1596/1597 году Кеннет Маккензи пожаловался королю на нападения Торкиля Дуба на Койгач и Лох-Брум. Когда Торкиль Дуб не предстал перед Тайным советом 11 февраля 1596/1597 года, он был объявлен мятежником, и Маккензи добился применения против него огня и меча. Права Торкила Дуба на Льюис были утрачены, а сам он был схвачен и обезглавлен в июле 1597 года. Торкил Кононак передал свои права на Льюис Маккензи и назвал Родерика Маккензи своим наследником в отношении Койгача и Лох-Брума.
Однако теперь возникло новое препятствие на пути кампании Маккензи по самовозвеличению. В 1598 году Льюис был передан одиннадцати дворянам-авантюристам из Файфа с целью цивилизовать жителей. Их колонизационные усилия в течение следующих нескольких лет встретили энергичное местное сопротивление, которому периодически и незаметно помогала Маккензи.
На заседании Тайного совета, состоявшемся в Эдинбурге 30 сентября 1605 года, Маккензи получила поручение действовать от имени короля против Нила Макнила из острова Барра, капитана Кланранальда, и нескольких других вождей Хайленда и островов, которые «в последнее время накопили вместе отряд и компания варварских и мятежных воров и лиммеров с островов», и вместе с ними двинулся на Льюис, «напал на лагерь добрых подданных его величества» и «совершил над ними варварские и отвратительные убийства и резню». В результате Маккензи было поручено преследовать этих преступников огнем и мечом, на море или на суше. Это было началом завоевания Маккензи Льюиса.
Кеннет Маккензи получил еще одно поручение в Льюисе 1 сентября 1607 года против Нила Маклауда, еще одного сына Старого Руари, который вел партизанскую кампанию против дворян-авантюристов Файфа и недавно захватил замок Сторноуэй. Эта комиссия должна была действовать в течение шести месяцев.
Кеннету Маккензи в какой-то момент удалось закрепить свои права после отставки Торкиля Кононаха документом с Большой печатью, подтверждающим его владение Льюисом, но он был вынужден передать свои права королю, который передал их в 1608 году Джеймсу Эльфинстону, 1-му лорду Балмерино (позже утраченному за государственную измену), сэру Джорджу Хэю и сэру Джеймсу Спенсу из Уормистоуна. Тайно поддерживая местное сопротивление, Кеннет Маккензи еще раз умело подорвал их кампанию по отстаиванию своих прав, в результате чего они продали их ему за значительную сумму и сдали в аренду его леса в Леттереве. Получив подтверждение своих прав от короля, Кеннет Маккензи вернулся в Льюис в 1610 году с 700 людьми и, наконец, подчинил остров.

## Вражда с Макдонеллами из Гленгарри
Можно сказать, что вражда Маккензи с Макдонеллами из Гленгарри берет свое начало в мести двух двоюродных братьев Гленгарри за убийство своих отцов в Лохкарроне в 1580 году. Они сожгли дом одного из убийц в Эпплкроссе, убив его и его семью, а также убил в своей постели Дональда Маккензи, жившего в Кишорне. Кеннет Маккензи и Гленгарри оба отправились в Эдинбург, чтобы подать жалобы друг на друга, но Маккензи, как говорят, взял верх над своим противником, представив перед Тайным советом рубашку Дональда Маккензи, залитую его кровью. Гленгарри сбежал из города и, хотя его неоднократно вызывали, так и не явился. В протоколах Тайного совета под датой 9 сентября 1602 года указано, что он был объявлен вне закона и мятежником. Кеннету Маккензи был дарован приказ огнём и мечом против него и всех его последователей с постановлением о выкупе за потерю тех, кто был сожжён и разграблен им, а также за расходы Кинтайла, что в целом составило очень большую сумму.
Тем временем Ангус Макдонелл, Младший из Гленгарри, совершил набег на родину Маккензи в Кинтайле, убив нескольких человек и унеся большую добычу скота. Вооруженный своим отрядом и сопровождаемый большими силами, Кеннет Маккензи победил Макдонелла при Мораре и вернулся в Кинтайл, взяв «самую большую добычу, о которой когда-либо слышали в высокогорьях Шотландии». Однако кузены Гленгарри продолжали бороться, включая набеги на Кинлочеви и Эпплкросс, и конфликт стал более широким и общим, когда Гленгарри заключил союз с Макдональдами Мойдарта и другими Макдональдами против Маккензи. Кеннет Маккензи, в свою очередь, обратился за помощью к своему зятю, Гектору Огу Маклину из Дуарта. Пока Маккензи находился на Малле, заручаясь поддержкой Маклина, сын Гленгарри (который к тому времени был настоящей движущей силой вражды) начал набег на Лохкаррон. Вскоре после этого его галера была перехвачена между Кайлерхеей и Кайликином отрядом людей Маккензи, а сам он был убит, а его тело было доставлено обратно жене Маккензи, которая удерживала форт в Эйлин-Донане.
Сам Гленгарри умер в следующем году, в 1603 году. Его двоюродный брат, Аллан Дуб МакРануил из Ланди, совершил еще одно большое злодеяние, когда сжег церковь Килкриста в Истер-Росс, убив прихожан, собравшихся внутри. Говорят, что волынщик Гленгарри маршировал вокруг огня, играя на пиброхе, который с тех пор известен под названием «Циллехриост», как семейная мелодия Макдонеллов из Гленгарри. Однако Макдонеллы, несмотря на их кровавые эксцессы, не могли сравниться с политически проницательным Маккензи, которому (в 1607 году) удалось получить коронную хартию на спорные районы Лох-Альш, Лохкаррон и другие, и который неуклонно скупал претензии третьи стороны против Гленгарри. Их разногласия в конечном итоге были урегулированы соглашением, которое абсолютно закрепляло за Маккензи все земли Гленгарри в Россшире и превосходство над всеми другими его владениями, но Гленгарри должен был удерживать последнее, платя Маккензи небольшое вознаграждение как превосходящее.

## Брак и дети
Кеннет Маккензи был дважды женат. Его первой женой стала Энн Росс (1572 — 9 мая 1604), дочь Джорджа Росса из Балнагоуна и Мэрион Кэмпбелл, от брака с которой у него было четверо детей:
- Колин Маккензи, 1-й граф Сифорт (1596/1597 — 1633), 2-й лорд Маккензи из Кинтайла, позднее стал 1-м графом Сифортом.
- Джанет Маккензи, вышедшая замуж за сэра Дональда Горма Макдональда, 8-го лэрда Слита, 1-го баронета (ум. 1643), сына Арчибальда Макдональда и Маргарет Макдональд.
- Сибелла Маккензи, вышедшая замуж за Яна Мора Маклеода из Маклеода, 16-го вождя
- Барбара Маккензи, вышедшая замуж за Дональда Маккея, 1-го лорда Рея (1591—1649).

Вторым браком он женился на Изобель Огилви, дочери сэра Гилберта Огилви из Паури и Сибиллы Драммонд, от брака с которой у него было трое детей:
- Джордж Маккензи, 2-й граф Сифорт (1608—1651), впоследствии ставший 2-м графом Сифортом
- Томас Маккензи из Плюскардина (? — 1676/1687)
- Саймон Маккензи из Лочаллина, Лочалина или Локслина (? — 1666), женат с 1634 года на Элизабет Брюс, сына Питера Брюса.

## Смерть
Кеннет Маккензи скончался 27 февраля 1611 года. Граф Кромарти сказал о нем, что он «действительно обладал героическим характером, но духом, слишком великим для его поместий, возможно, для его страны, но все же ограниченным своим положением…»